# Dehamcha
Dehamcha (în arabă الدھامشة) este o comună din provincia Sétif, Algeria.
Populația comunei este de 9.141 de locuitori (2008).